# Hamrebodtjärnen
Hamrebodtjärnen är en sjö i Sundsvalls kommun i Medelpad och ingår i Ljungans huvudavrinningsområde. Sjön är 4 meter djup, har en yta på 0,0414 kvadratkilometer och är belägen 68,7 meter över havet.

## Delavrinningsområde
Hamrebodtjärnen ingår i det delavrinningsområde (690787-156628) som SMHI kallar för Utloppet av Vikarn. Medelhöjden är 85 meter över havet och ytan är 29,02 kvadratkilometer. Räknas de 35 avrinningsområdena uppströms in blir den ackumulerade arean 324,02 kvadratkilometer. Tälgslättån (Malungsån) som avvattnar avrinningsområdet har biflödesordning 2, vilket innebär att vattnet flödar genom totalt 2 vattendrag innan det når havet efter 28 kilometer. Avrinningsområdet består mestadels av skog (61 procent) och jordbruk (13 procent). Avrinningsområdet har 4,67 kvadratkilometer vattenytor vilket ger det en sjöprocent på 16,1 procent.